# Zbigniew Gut
Pour les articles homonymes, voir Gut.
Zbigniew Gut, né le 17 avril 1949 à Wymiarki (Pologne), décédé à Saint-Jean-de-Maurienne (Savoie) le 27 mars 2010, est un joueur de football polonais. International polonais évoluant en défense centrale, il est champion olympique en 1972 et dispute la Coupe du monde de 1974.

## Carrière

### En club
Défenseur central, Zbigniew Gut commence le football à l'Iskra Wymiarki, puis au Promień Żary. En 1968, il rejoint l'Odra Opole. Après une saison moyenne, Opole est relégué en seconde division, battu par le Pogoń Szczecin à la différence de buts. Remonté immédiatement, Gut dispute encore deux saisons et demie à l'Odra, avant de signer au Lech Poznań. Se distinguant par sa vitesse, il est l'un des piliers de cette équipe. Après avoir lutté pour se maintenir, Poznań se qualifie pour la Coupe UEFA 1978-1979. Dès le premier tour, Gut est sévèrement battu par le MSV Duisbourg.
C'est à la fin de cette saison que Gut décide de quitter le pays. Il rejoint la France et le Paris FC. Après deux saisons en deuxième division, Gut signe chez le club amateur du Stade français, puis retrouve la D2 avec le Red Star. Finalement, il finit sa carrière à Saint-Jean-de-Maurienne.

### En sélection
Le 7 août 1972, Kazimierz Górski appelle pour la première fois en équipe nationale Zbigniew Gut, pour les Jeux olympiques de Munich. Le 1er septembre, il fait ses débuts contre l'Allemagne de l'Est. Il dispute encore trois autres matches, dont la finale contre la Hongrie. Régulièrement sélectionné en 1973, il fait partie de la liste des vingt-deux emmenés en République fédérale d'Allemagne pour la Coupe du monde de 1974. Acteur de la large victoire face à Haïti, il joue le 26 juin sa onzième et dernière rencontre internationale, contre la Suède.

### Palmarès
- Médaille d'or aux Jeux olympiques : 1972
- Troisième de la Coupe du monde : 1974